# Гологлазый голубь
Гологлазый голубь (лат. Patagioenas corensis) — вид птиц семейства голубиных. Голубь среднего размера с чешуйчатым эффектом на оперении шеи и тёмным неоперенным кругом вокруг глаза обитает на карибском побережье Колумбии, Венесуэлы и ряда Антильских островов. Питается семенами и плодами, почти не опускается на землю, добывая корм на деревьях и кустарниках. Откладывает одно яйцо в хрупкое, почти прозрачное гнездо.
Гологлазый голубь был описан Николаусом Йозефом фон Жакеном в 1784 году. Международный союз охраны природы относит его к видам, вызывающим наименьшие опасения. Международный союз орнитологов относит его к роду Patagioenas и не выделяет подвидов.

## Описание
Небольшой голубь массой около 274 г (262—283 г), общая длина самца — 32—37 см, самки — 30—34,5 см; длина крыла — 187—200 мм, хвоста — 128—130 мм, клюва — 15—16 мм, цевки — 21—22 мм. Голова, шея и грудь окрашены в сиренево-розовый, кончики перьев на голове сверху голубовато-серые, перья в задней части шеи имеют тёмные розовато-бронзовые полосы, которые вместе со светло-коричневыми краями придают оперению шеи чешуйчатый эффект. Кончики внешних кроющих и внутренних второстепенных маховых перьев окрашены в белый, который в вложенном виде формирует заметное белое пятно на конце крыла, подбородок и подхвостье белые. Основное оперение птиц светло-коричневое; перья спины, боков и надхвостья светлые голубовато-серые; первостепенные и внешние второстепенные маховые перья чёрные с тонкими белыми кончиками. Радужка глаза оранжевая или оранжево-коричневая; голая красновато-коричневая кожа вокруг глаза формирует широкое кольцо, по внутренней части которого проходит узкое голубое кольцо. Клюв розовато-белый или зеленовато-жёлтый, ноги красные. Оперение самцов и самок похоже, а у молодых птиц оперение тусклее с бледными полосами на затылке. Вместе с тем, датский орнитолог Карел Вус в 1957 году отмечал, что самцы обладают более тёмным и насыщенным цветом оперения по сравнению с самками, это различие можно наблюдать на близком расстоянии во время сезона размножения.
Внешним видом птица напоминает вяхиря (Columba palumbus) и горлиц (Streptopelia), а расцветкой оперения — голубей-лептотил (Leptotila), которые ведут другой образ жизни, предпочитая добывать корм на земле, а не на ветвях. Полёт гологлазого голубя быстрый и прямой, белое пятно на крыле хорошо заметно и в полёте.
Вокализация гологлазого голубя заметно отличается от других представителей рода Patagioenas и представляет собой серию ритмичных звуков, обычно начинающуюся с грубого одиночного крика: «rwhoh…woh-hu-whOAh…woh-hu-whOAh..woh-hu-whOAh…». В череде повторяющихся троек сигналов, которые Вус описывал как «roo-oo-koo», ударение падает на третий звук. Согласно другому описанию гологлазый голубь быстро и тихо повторяет до пяти раз «chuck-chuck», после чего переходит к длинному сигналу «chooouu».

## Распространение

Ареал гологлазого голубя

Гологлазый голубь распространён в Южной Америке на территории Колумбии, Венесуэлы (включая остров Маргарита) и Нидерландских Антильских островов, в частности Аруба, Бонайре, Кюрасао. Площадь его непосредственного ареала (англ. extend of occurence) составляет 344 000 км².
Предпочитает засушливые низины, может встречаться в мангровых лесах или на сельскохозяйственных территориях. В Колумбии и Венесуэле птиц отмечали на высоте до 400 метров над уровнем моря, но преимущественно голуби встречаются на высоте до 200 метров. Обычно селятся в регионах с преобладанием колючих кустарников, кактусов и акаций. На островах Кюрасао и Бонайре гологлазый голубь делит ареал с красношейным голубем (Patagioenas squamosa), который обитает в более горных районах.
Птицы ведут оседлый образ жизни, небольшие стаи осуществляют перелёты между островами и континентальной Южной Америкой, которые преимущественно связаны с созреванием местных зерновых. Вместе с тем, Международный союз охраны природы полагает вид мигрирующим.
Международный союз охраны природы относит гологлазого голубя к видам, вызывающим наименьшие опасения (LC). Предположительно, численность вида стабильна. Птицы широко распространены в Колумбии на полуострове Гуахира, особенно в июле и августе, а также в восточной части национального парка Исла-де-Саламанка и на западе горного массива Сьерра-Невада-де-Санта-Марта. Они также часто встречаются на островных территориях, в первую очередь на острове Бонайре.
Во время созревания винограда в Венесуэле птицы образуют стаи до 500 голубей (обычно 30—50 особей), нанося существенный урон урожаю. Отпугивание птиц с помощью шумовых ракет, флагов или чучел малоэффективно, и фермеры прибегают к отстрелу. Из-за круглогодичной охоты гологлазые голуби преимущественно ведут скрытный образ жизни. В засушливые периоды птицы собираются большими стаями около водоёмов, где становятся жертвами охотников. При этом в работе Карлоса Вереа (Carlos Verea), Орландо Апонте (Orlando Aponte), Шильермо Варгаса (Guillermo Vargas) и Алирио Мендозы (Alirio Mendoza) особо отмечено, что требуются дополнительные исследования влияния гологлазых голубей на фермерские хозяйства, а также влияние отстрела птиц на их численность.

## Питание

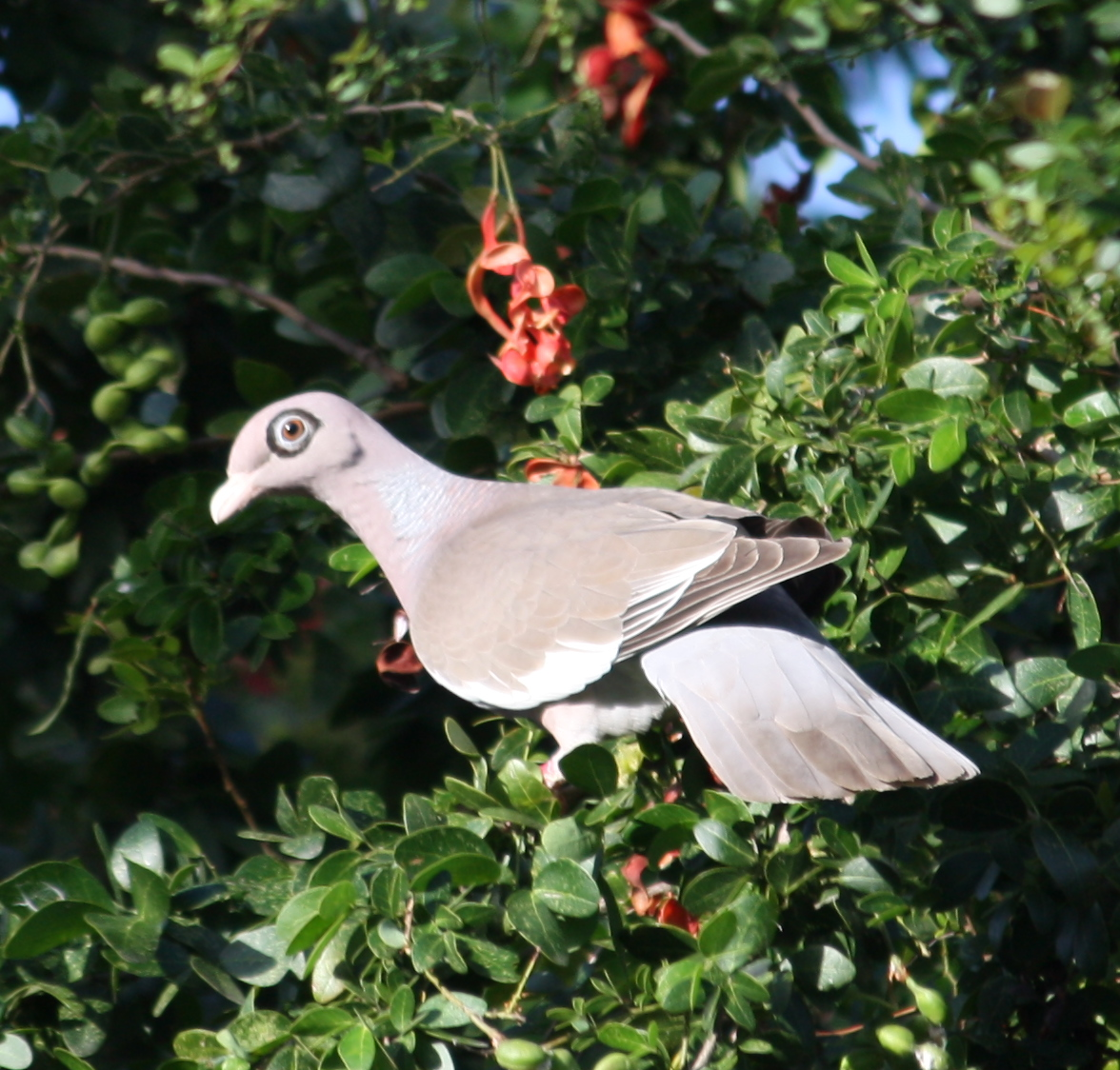
Гологлазый голубь на дереве на Арубе

Гологлазый голубь питается семенами и фруктами, бобами, стручками акации, цезальпинии дубильной (Caesalpinia coriaria), тамаринда (Tamaríndus índica), плодами антигонона тонковатого (Antigonon leptopus) и саподиллы (Manilkara zapota ). Вус особенно отмечал питание сорго двуцветным (Andropogon sorghum), утверждая что в одной подстреленной птице на Кюрасао было обнаружено 1540 свежих зёрен. На виноградниках в Венесуэле у трёх отстреленных птиц было обнаружено 5, 12, 17 ягод винограда культурного (Vitis vinifera).
Птицы предпочитают добывать корм на деревьях и кустарниках, крайне редко спускаясь на землю.

## Размножение
Сезон размножения гологлазого голубя связан с сезоном дождей. Формирование пар в Колумбии и Венесуэле происходит в декабре; птицы заняты потомством с конца марта по начало августа, птенцов отмечали с середины апреля по конец июля. На островах Кюрасао и Бонайре гнёзда с яйцами и молодых птиц отмечали в январе, марте и апреле. Гнездо расположено на дереве или кусте и представляет собой очень хрупкую полупрозрачную платформу из веточек, в которой яйцо просвечивается снизу. Часто гнездо выложено более тонкими веточками и травой. На островах птицы гнездятся на мангровых кустах или деревьях рода ризофора (Rhizophora), тамаринде или в густых зарослях колючего кустарника. Кладка обычно состоит из одного белого яйца.
Во время сезона размножения, преимущественно с декабря по март, птиц можно встретить поодиночке или парами. Показательные полёты включают хлопание крыльями и длинные промежутки скольжения по воздуху вниз. Птицы способны к размножению с пяти месяцев.

## Систематика
Гологлазый голубь был описан в 1784 году австрийским натуралистом Николаусом Йозефом фон Жакеном под названием Columba corensis. Видовое название связано с городом Коро на северо-западе Венесуэлы. В некоторых источниках, в частности в работах немецкого орнитолога Эрнста Хартерта и американского орнитолога Джеймса Ли Питерса, встречается под названием Columba gymnophihalmos. Долгое время вид относили к роду голуби (Columba), но потом несколько видов мелких и средних голубей, обитающих в Центральной и Южной Америке, включая гологлазого, были вынесены в род Patagioenas. Вместе с тем, в посвящённой голубям мира работе 2010 года Дэвид Гиббс (David Gibbs), Юстак Барнс (Eustace Barnes) и Джон Кокс (John Cox) продолжают относить гологлазого голубя к роду голуби. В силу сходства оперения, учёные считают, что гологлазый голубь находится в родстве с темнохвостым голубем (Patagioenas picazuro) и, по-видимому, пятнистым голубем (Patagioenas maculosa).
Международный союз орнитологов не выделяет подвидов гологлазого голубя.